# Dardanellenkanon
Het Dardanellenkanon, ook wel Şahi (Turks), het Turkse kanon, het Hongaarse kanon en het koninklijke kanon genoemd, is een 15e-eeuws, Turks-Ottomaans, bronzen belegeringswapen dat werd ingezet bij het Beleg van Constantinopel in 1453, waar het enorme schade toebracht aan de Byzantijnse muren, en in 1807 in de Dardanellen door de Turken tegen de Britten.
In 1867 schonk sultan Abdülaziz deze bombarde aan koningin Victoria. Het werd deel van de Royal Armouries-collectie en werd tentoongesteld in de Tower of London. Later werd het kanon overgebracht naar Fort Nelson in Portsmouth.

## Val van Constantinopel
Tijdens het Beleg van Constantinopel gebruikte Mehmet II dit grote kanon om op de sterke vestingmuren van de Byzantijnse hoofdstad in te beuken. De meeste van deze kanonnen werden gemaakt door de Hongaar Orban. Orban had eerder al zijn diensten aangeboden aan de Byzantijnen, maar die moesten zijn aanbod afslaan uit geldgebrek. Daarna ging Orban naar Mehmet II, die graag van hem een kanon wilde afnemen.
Orban goot hierop een 16,8 ton zwaar kanon met een lengte van 8 meter en een diameter van 750 mm dat projectielen afschoot van 700 kg. Tijdens het beleg werd het kanon naar zijn plek gesleept door 60 ossen en 200 man. Mehmets mannen hadden er zeven dagen voor nodig om het kanon schietklaar te maken. Doordat het zo groot was, duurde het herladen zeer lang (het kanon kon zeven keer per dag vuren), waardoor de Byzantijnen in de tussentijd de gaten in de muren telkens konden opvullen. Op 29 mei 1453 viel Constantinopel doordat een van de poorten onbeschermd was; bronnen beweren dat de verdedigers de poort simpelweg over het hoofd zagen door al het stof en puin.

## Computerspellen
Dit kanon is ook bruikbaar als eenheid in de computerspellen Age of Empires III en Rise of Nations, en als belegeringswapen voor de Turken in Medieval 2: Total War.